# Фредерік Вернон Ковілл
Фредерік Вернон Ковілл (англ. Frederick Vernon Coville, 23 березня 1867 — 9 січня 1937) — американський ботанік, міколог та селекціонер, займався селекцією чорниці.

## Біографія
Фредерік Вернон Ковілл народився у Нью-Йорку 23 березня 1867 року.
Він здобув освіту у Корнельському університеті. Більшу частину своєї кар'єри Фредерік Вернон Ковілл провів у Департаменті сільського господарства Сполучених Штатів, де він працював асистентом з 1888 до 1893 року та ботаніком з 1893 до 1937 року. З 1893 по 1937 рік він був почесним куратором Національного гербарію Сполучених Штатів Америки. Ковілл відіграв важливу роль у створенні Національного дендрарію у 1927 році. Також він займався селекцією чорниці.
Фредерік Вернон Ковілл помер у Вашингтоні 9 січня 1937 року.

## Наукова діяльність
Фредерік Вернон Ковілл спеціалізувався на папоротеподібних, мохоподібних, насіннєвих рослинах та на мікології.

## Наукові роботи
- Botany of the Death Valley Expedition. 1893.